# 寒冷地仕様
寒冷地仕様（かんれいちしよう）とは、寒冷地での使用を考慮して生産された製品のことである。寒さに備えるべく高い保温性能が求められる場合、積雪などによる荷重の対策が求められる場合、低温環境が素材に影響を与える（例えば水の凍結）場合への対策が求められる場合など、気温の高い地域で使用する製品とは様々な仕様の違いが求められる場合がある。

## 交通

### 自動車
自動車においては特別仕様車の1種で、寒冷地での使用を考慮した機器を装備した自動車に設定されるオプション装備。日本では主に北日本における販売品に見られる。
日本車ではトヨタ、日産、ダイハツ、三菱自動車などのメーカーが設定している。日本の主要な寒冷地の一つである北海道内で販売される新車ではオプション品ではなく初めから寒冷地仕様が標準装備化されており、標準車と比較して価格設定が数万円程度高くなる。
他地域ではオプション品扱いとなり、購入者の希望があった場合にのみ装備される。そのため、温暖な南関東・東海地方（岐阜県の飛騨地方など一部を除く）をはじめ、九州や沖縄県などでも寒冷地仕様を新車購入することはできる。後述の通り、寒冷地仕様車は高度な防錆対策が施されているため、温暖な地域であっても塩害を受けやすい海岸沿いでは寒冷地仕様を選択する購入者もいる（離島などでは塩害防止の目的で、寒冷地仕様車の下回りに更に防錆塗装を行うことがある）。
日産は2000年代後半から4WD車で寒冷地仕様が標準装備となる車種がある。
一方、ホンダやマツダ、SUBARU、スズキ（各々自社製造車種に限る。OEM元メーカーで寒冷地仕様の設定がある車種では、OEM先でも寒冷地仕様をラインナップする場合が多い）では寒冷地仕様の設定自体がなく、販売地域に関係なくこれらの装備を標準化し全国統一価格としている。また、大半の正規輸入車は寒冷地仕様と同等の装備をもっており、メーカー自らそのことを明言する場合もある。例えばヒュンダイ・ユニバースの場合、ヒュンダイモータージャパン公式サイトFAQコーナーに『ユニバースは基本的に「全車寒冷地装備」と思っていただいてよいでしょう。』と記載されている。

#### 標準車との相違点
標準車との違いとしては、以下のようなものがある。
- ECUの設定変更 - 冷間時始動性の向上のため
- エンジンオイルの低粘度化 - 低温時の流動性向上のため
- バッテリーの大容量化 - 常温に比べて、低温条件下ではバッテリー性能が低下するため
- オルタネーターの大容量化 - 大容量バッテリーの搭載に伴う充電量確保のため
- スターターモーターの強化 - 低温で流動性の低下したエンジンオイルによる抵抗増加への対応
- ワイパーモーターの強化 - 払拭性能の向上のため
- リアデフォッガーの強化 - 後方視認性の確保のため
- リアワイパーの装備 - 同上
- 寒冷地用ロングライフクーラントの使用 - 凍結対策（-30℃対応）
- ウインドウォッシャー液の成分割合を50パーセントに変更、タンクの大容量化 - 凍結対策、使用頻度が高くなることへの対応
- スノーワイパーブレード[注釈 2]の装備 - 標準仕様でも取付可能
- ウェザーストリップの材質変更（軟質化）
- 防錆性の強化（融雪剤などの付着に起因する腐食対策）
- 車内暖房の強化（後席用ヒーターダクト、またはリアヒーターの追加等）

近年では上記以外にも、「ミラーヒーター」「リアフォグランプ」「ワイパーデアイサー（ガラスに凍結したワイパーを融解するための熱線）」「LSD（リミテッド・スリップ・デフ）」「シートヒーター」等の装備とセットオプション化されている車種もある。
また、三菱・ランサーエボリューション、スバル・WRX（旧インプレッサWRX）、トヨタ・GRヤリス（1.5Lの直列3気筒自然吸気エンジンを搭載する「RS」は除く）などに見られるラリーでの使用を前提に基本設計された車種や、三菱・パジェロのようなSUVなど悪路・悪天候での走行を想定した車種は最初から寒冷地仕様相当の装備を備えており、別料金で寒冷地向けの最小限装備（ミラーヒーター等）が追加される程度となる。
メーカーカタログ掲載仕様のほかにも提供可能な装備が見られ、商用電源で冷却水を温めるシリンダーブロックヒーターや、エンジンオイルを温めるオイルパンヒーターがある。消防車などの緊急車両としての需要が中心であるが、それらと同じエンジンを搭載した車種であれば装着が可能であり、新型車解説書にも表記されている。
バスでは、暖地向けが冷却水を利用した温水ヒーターのみの装備であった時代から、ベバストヒーターのライセンス生産を行っていた三国や五光の灯油燃焼温気式暖房機（FF式）を追加装備していた。
1970年代まで、北海道で販売される寒冷地仕様車には、夏タイヤと冬タイヤでホイールとチューブを兼用する考え方で、ラジアルタイヤやチューブレスタイヤは一部の高級車を除き設定されなかった。

#### その他
主に北海道や北東北（青森県・岩手県・秋田県）に見られる極寒冷地で中古車を購入する場合、低温対策を施していない標準車では冬季間にバッテリー性能低下によるエンジン始動不能など数々のトラブルが生じる可能性があるため、特に北海道内や北東北3県で中古車を購入する場合には他の都府県に比べて注意を要するが、実際は標準車の中古車であっても、寒冷地仕様車同等の大容量バッテリーや、寒冷地用のロングライフクーラントへ交換された上で販売されているケースも多い（購入時に要確認）。
また、レンタカー会社では、全国規模で車両の移管を行うことがあり（繁忙期等）、また、レンタカーとしての使用を終えた後は、その多くを中古車として売却・流通させることから、前述の理由により寒冷地仕様車の比率も高い。バッテリーの容量が大きいことやヒーターの効きが良いことなど、不慣れなドライバーが使用することに対する対策の1つでもある。
この他、自動車の燃料などの消耗品にも寒冷地仕様の製品が存在する。

### 鉄道車両
気動車においては北日本地域向けに専用の形式としてキハ12形・キハ21形・キハ22形が導入された。その他の地域向けの車両との違いは二重窓の採用であったが、キハ22形では保温性向上の観点からデッキが設置された。昭和40年代以降は本州向けの特急形を除く気動車にも寒冷地仕様が設定され、キハ58系、キハ45系、キハ40系に設定され、基本的に500番台に区分された。JR発足後はJR東海の一般形気動車では現在でも寒冷地向けと温暖地向けに車両を分けており、寒冷地向けの車両は高山本線や太多線で運用される車両に設定される。
また、気動車と同じく電車も、温暖地向けと寒冷地向けに分けられている。寒冷地向けの主な装備は半自動扉、スノープラウの設置などであり、これらに加え冷却風の取り込み口も冬期用のものが用意されることがある。
例：
- 温暖地向け……113系、211系0・2000番台[注釈 6]など
- 寒冷地向け……115系[注釈 7]、113系700・2700番台、211系1000・3000番台など
- 酷寒地向け……711系[注釈 8]、781系及び後継のJR北海道の電車各形式[注釈 9]。

国鉄分割民営化後に投入された新形式で、同じ形式内に温暖地向けと寒冷地向けの両方ある形式も存在する（313系、E231系、E233系など）。なおJR西日本の場合、221系以降の車両は全車寒冷地向けの装備がなされている。新幹線の車両では、東北・北海道・上越・北陸新幹線向けの車両（新在直通車も含め）が耐寒耐雪構造となっている。（札幌延伸が建設の遅れによる延期未定であるため、延伸時に新幹線車両の酷寒地向仕様が必要になるが、現在開発中のまま）
ディーゼル機関車ではA寒地仕様・B寒地仕様が存在する。詳細は国鉄DD51形ディーゼル機関車および国鉄DE10形ディーゼル機関車を参照。また、ディーゼル機関車の一種であるJR貨物HD300形ディーゼル機関車においても寒冷地仕様が500番台として存在する。

## 建築

### 住宅
ヨーロッパには組積造の伝統があり、北欧や東欧などの寒冷地ではプレキャストコンクリート工法が屋内で部材を生産できる建築技術として発達した。また、土壌が凍結する場所では、凍上が発生して建物の基礎が破壊される可能性があるために、建物の基礎底部深さを凍結深度よりも深くまで到達させておく必要がある。

### 水まわり
水は低温によって凝固して氷になった場合、体積が増加することが知られている。この結果、例えば水で満たされた配管内で凝固すると、配管が破壊される恐れが出てくる。このような理由から、水まわりにおいては、水栓、水洗便器などに寒冷地仕様対応製品があり、豪雪地域で採用されているケースが多い。